# Which Shall It Be? (film 1924)
Which Shall It Be? è un film muto del 1924 scritto, prodotto e diretto da Renaud Hoffman. La sceneggiatura si basa su Not One To Spare o Which Shall It Be?, racconto di Ethel Lynn Beers. Di genere drammatico, il film aveva come interpreti Willis Marks, Ethel Wales, David Torrence.

## Trama
Una povera famiglia del Vermont con sette figli ha molte difficoltà a tirare avanti. Così, quando un ricco parente si offre di adottare uno dei bambini in cambio di una tenuta e un generoso assegno, i genitori decidono, anche se dopo molte esitazioni, di accettare. La scelta cade sulla ragazza più grande, molto dotata per la musica, che adesso potrebbe continuare i suoi studi, altrimenti troppo cari per la sua famiglia. Quando però la figlia se ne via di casa, sua madre viene presa dal rimorso e il padre, altrettanto pentito, riporta la ragazza alla fattoria.

## Produzione
Il film fu prodotto dalla Renaud Hoffman Productions.

## Distribuzione
Il copyright del film, richiesto dalla Renaud Hoffman Productions, fu registrato con il titolo Not one to spare il 12 giugno 1924 con il numero LP20300.
Distribuito dalla W.W. Hodkinson, il film fu presentato a New York il 6 aprile 1924 e distribuito nelle sale il 15 giugno 1924.
La pellicola, riversata e masterizzata, è stata distribuita dalla Grapevine Video in VHS e dalla Silent Hall of Fame Enterprises in DVD.

### Conservazione
Copia della pellicola si trova conservata negli Archives du Film du CNC di Bois d'Arcy.